# Kuchawan
Kuchawan o Kuchaman és una ciutat del Rajasthan al districte de Nagaur. Segons el cens del 2001 la ciutat tenia 50.566 habitants (1901: 10.749 habitants). Destaca per alguns havelis (cases senyorials) en estil del Shekawati, i un fort sobre la ciutat d'una antiguitat de 1100 anys construït al segle ix.

## Història
Vers el 950 els chauhans d'Ajmer van expulsar els Gurjara-Pratihara i als segles següents els gaurs van controlar la zona fins que la van perdre davant els rajputs rathors de la dinastia de Zalim Singh que van governar tot seguit. Altres monuments són els palaus Meera Mahal i Jal Mahal i el temple de Lok Deo.
Al segle xvii es va constituir en jagir per Raghunat Singh, segon fill del Thakur Sanwal Das, amb 112 pobles de la pargana de Maroth i 19 de la de Sambhar, concedits per Shah Jahan, emperador mongol. Va morir el 1683 i el va succeir el seu fill Kishor Singh i a aquest el seu fill Zalim, origen dels jagirs de Mudrasan, Bhadliya, Dhankoli i Deodana (fundats per quatre fills, el cinquè Sabha Singh el va succeir a Kuchawan); el fill de Sabha Singh, Suraj Mal, el va succeir i un altre fill va fundar el jagir de Naka Ki Palri. Un germà del següent sobirà, Shivnath Singh, va fundar el jagir de Phogri. Kesri Singh va rebre el títol de rao bahadur de manera personal el gener de 1877. Va deixar tres fills, un dels quals, Sher Singh, el va succeir, i els altres dos van fundar els jagirs de Bhagwanpura i Plara. Sher Singh fou membre del consell d'estat i amb títol de rao bahadur. El darrer sobirà Hari Singh va perdre el seu domini el 1953 quan els jagirs foren confiscats pel govern de l'Índia, i el territori va passar a l'estat el 1955. Hari va morir el 1956 sense fills i els drets van passar al seu germà Pratap Singh.
El jagir estava format vers el 1900 per 14 pobles amb uns ingressos de 5.400 lliures. Els thakurs pertanyien al clan mèrtia dels rathors.

## Llista de thakurs
- Sanwal Das vers 1650-1683
- Kishor Singh (fill) 1683-?

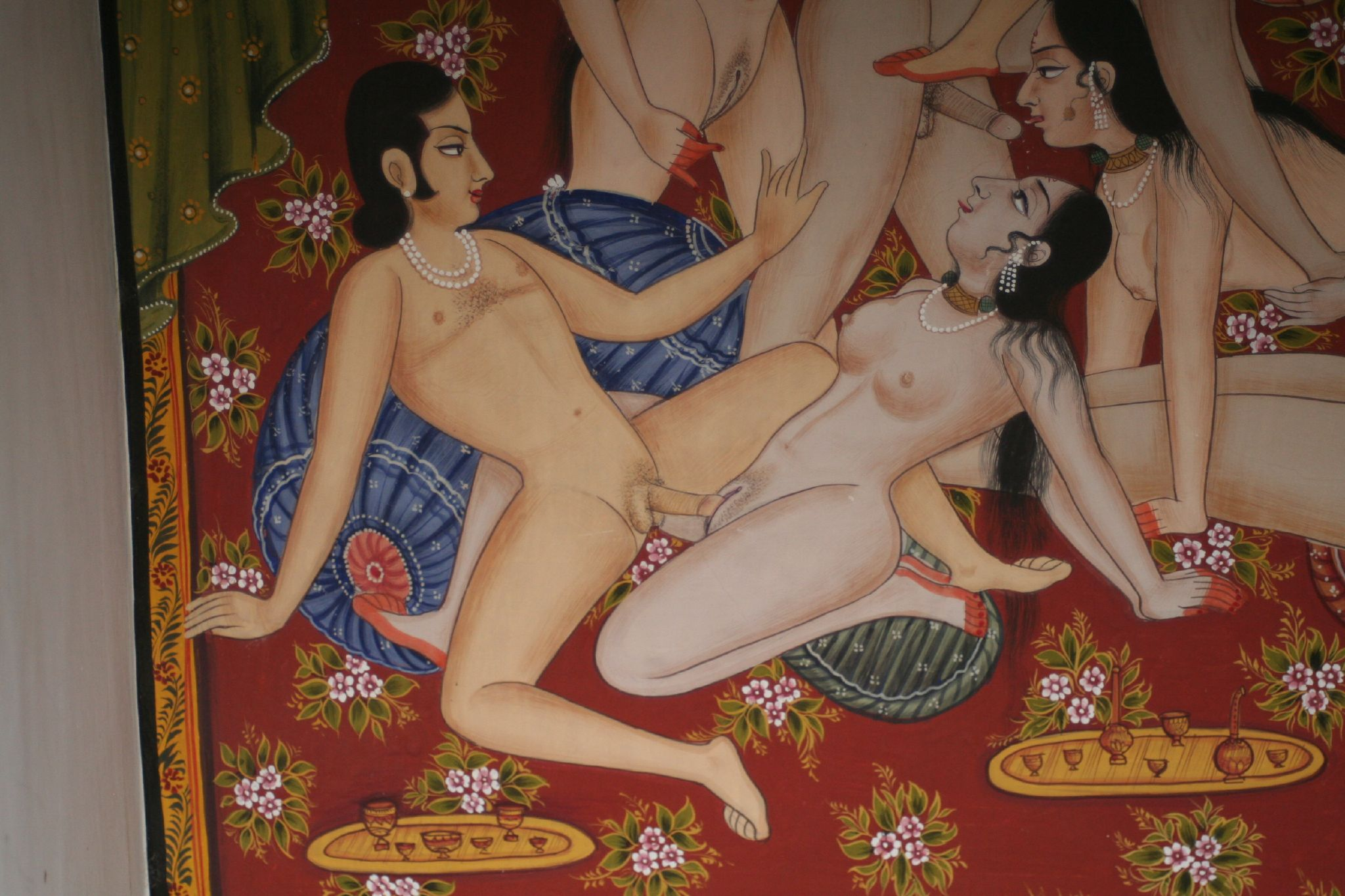
Kama Sutra, pintura al fort Kuchaman

- Zalim Singh (fill) ?- 1751 o 1753
- Sabha Singh (fill) 1751 o 1753-28 d'octubre de 1764
- Suraj Mal (fill) 1764- 21 de març de 1793
- Shivnath Singh (fill) 1793-1827
- Ranjit Singh (fill) 1827-1857
- Rao Bahadur thakur Kesri Singh (fill) 1857-1877
- Sher Singh (fill) 1877-1916
- Nahar Singh 1916-1919 (net, fill de Kunwar Bagh Singh)
- Hari Singh (fill) 1919-1955 (+ 1956)